# Robert Weber (Germanist)
Robert Weber (* 5. August 1824 in Rapperswil; † 7. Dezember 1896 in Basel) war ein Schweizer Germanist, Journalist und Publizist. Bis heute bekannt ist er u. a. als Herausgeber klassischer Anthologien und von Goethe-Editionen.

## Leben und Wirken
Weber studierte Theologie, Philologie, Geschichte und Philosophie an den Universitäten Zürich, Tübingen, Halle und Göttingen. Als Student trat er dem Schweizerischen Zofingerverein bei.
Der Leipziger Redakteur und Verlagsbuchhändler Robert Theophil Weber ist ein Sohn Webers aus erster Ehe.

## Werke (Auswahl)
als Autor
- mit Johann Jakob Honegger: Die poetische Nationalliteratur der deutschen Schweiz, Bd. 3: (1866–1875). Glarus 1867.

als Herausgeber
- Helvetia. Illustrirte Monatsschrift zur Unterhaltung und Belehrung des Volkes. Unter Mitwirkung schweizerischer Dichter und Schriftsteller. 1894 im 17. Jahrgang
- Johann Wolfgang von Goethe: Italienische Reise. Bibliographisches Institut, Leipzig 1924.